# Trung Ostrobothnia
Trung Ostrobothnia (đọc là: Trung Ốt-xtrô-bốt-nia; tiếng Phần Lan: Keski-Pohjanmaa) là một vùng thuộc miền tây Phần Lan, thủ phủ đặt tại thành phố Kokkola – trung tâm đô thị lớn nhất của vùng. Năm 2023, vùng có dân số là 67.759 người – đứng thứ 18 ở Phần Lan và có điện tích đất liền là 5.019,98 km² (2021). Đây là vùng nội địa có diện tích và dân số bé nhất, còn xét trên cả nước thì chỉ đứng sau vùng tự trị Åland. Bên cạnh thủ phủ Kokkola, vùng còn một trung tâm đô thị khác là thành phố Kannus.
Vùng Nam Ostrobothnia tiếp giáp với:
- vùng Ostrobothnia về phía tây;
- vịnh Bothnia về phía tây bắc;
- vùng Bắc Ostrobothnia về phía đông bắc;
- vùng Trung Phần Lan về phía đông nam;
- vùng Nam Ostrobothnia về phía tây nam.